# Szentirmay Gizella
Frideczky Józsefné Szentirmay Gizella (Arad, 1890. április 22. - Budapest, 1924. december 3.) magyar író, műfordító és filológus.

## Életútja
Szentirmay Gizella 1890. április 22-én született Aradon, Szentirmay Gyula és Schwarcz Irma hatodik gyermekeként. Alsóbb iskoláit szülővárosában és Budapesten végezte, majd 1908-1912 között a Budapesti Királyi Magyar Tudományegyetem Bölcsészettudományi Karának hallgatója. Az egyetem elvégzése után tanárként helyezkedett el, pályáját a Zichy-Pallavicini Edina őrgrófnő felső kereskedelmi iskolában kezdte, majd az IV. kerületi községi felsőbb leányiskola és leánygimnázium és felsőkereskedelmi leányiskolában tanított német, latin és ógörög nyelvet 1915 és 1918 között, végül 1919 és 1924 között az V. ker. községi Ráskai Lea leánygimnáziumban oktatott. 1922-ben hozzáment Frideczky József főgimnáziumi tanárhoz
A tanítás mellett rendszeresen publikált, recenziói jelentek meg az Egyetemes Philológiai Közlönyben, a Budapesti Szemlében és az Irodalomtörténetben, novelláit az "Élet" adta közre. Elsősorban a 19. századi német költészettel, többek között Nikolaus Lenau és Eduard Mörike munkásságával foglalkozott, valamint lefordította Rabindranáth Tagore Gítándzsali című kötetét, amely Áldozati énekek címmel jelent meg 1920-ban. Készített fordítást az Edda-énekekből is, ám az nem jelent meg.

## Művei
- Euripides: A phoenissai nők. Ohellén tragédia. Ford. Szentirmay Gyula, bevezetéssel és előszóval ellátta: Szentirmay Gizella. Budapest, (Győző Andor kiadása) 1910.
- Sigune (Novella az Artus mondakörből) Magyar Hírlap 1911. ápr. 16. sz.
- Eduard Mörike: Maler Nolten c. regénye (irod. tanulmány). Megjelent Német philológiai dolgozatok VIII. füz.-ben.
- Lenau és a tragikum. Megjelent az Egyetemes Philologiai Közlöny 1916. év. I—III. füzetében, (Külön lenyomatban is).
- A grál leány (Novella a grál mondakörből). Alkotmány 1915. jun 3. és 5. sz.